# Schönberg mit Schwarzwaldhängen
Das FFH-Gebiet Schönberg mit Schwarzwaldhängen in Baden-Württemberg wurde 2005 durch das Regierungspräsidium Freiburg angemeldet. Mit Verordnung des Regierungspräsidiums Freiburg zur Festlegung der Gebiete von gemeinschaftlicher Bedeutung vom 25. Oktober 2018 (in Kraft getreten am 11. Januar 2019) wurde das Schutzgebiet ausgewiesen.

## Lage
Das 2524,8 Hektar große Schutzgebiet Schönberg mit Schwarzwaldhängen liegt in den Naturräumen Hochschwarzwald und Markgräfler Hügelland. Es liegt zu 94 % im Landkreis Breisgau-Hochschwarzwald mit den Gemeinden Bollschweil, Ebringen, Merzhausen, Pfaffenweiler, Schallstadt, Sölden, Staufen im Breisgau, Wittnau und Ehrenkirchen und zu 6 % auf dem Gebiet der kreisfreien Stadt Freiburg im Breisgau.

## Schutzzweck

### Lebensraumtypen
Folgende Lebensraumtypen nach Anhang I der FFH-Richtlinie kommen im Gebiet vor:
| EU Code | * | Lebensraumtyp (offizielle Bezeichnung)                                                                                            | Kurzbezeichnung                              |
| ------- | - | --- | -------------------------------------------- |
| 3260    |   | Flüsse der planaren bis montanen Stufe mit Vegetation des Ranunculion fluitantis und des Callitricho-Batrachion                   | Fließgewässer mit flutender Wasservegetation |
| 6210    | * | Naturnahe Kalk-Trockenrasenund deren Verbuschungsstadien (Festuco-Brometalia) (*besondere Bestände mit bemerkenswerten Orchideen) | Kalk-Magerrasen – orchideenreiche Bestände*  |
| 6430    |   | Feuchte Hochstaudenfluren der planaren und montanen bis alpinen Stufe                                                             | Feuchte Hochstaudenfluren                    |
| 6510    |   | Magere Flachland-Mähwiesen (Alopecurus pratensis, Sanguisorba officinalis)                                                        | Magere Flachland-Mähwiesen                   |
| 7220    | * | Kalktuffquellen (Cratoneurion) | Kalktuffquellen                              |
| 8210    |   | Kalkfelsen mit Felsspaltenvegetation                                                                                              | Kalkfelsen mit Felsspaltenvegetation         |
| 8220    |   | Silikatfelsen mit Felsspaltenvegetation                                                                                           | Silikatfelsen mit Felsspaltenvegetation      |
| 8310    |   | Nicht touristisch erschlossene Höhlen                                                                                             | Höhlen und Balmen                            |
| 9110    |   | Hainsimsen-Buchenwald (Luzulo-Fagetum)                                                                                            | Hainsimsen-Buchenwald                        |
| 9130    |   | Waldmeister-Buchenwald (Asperulo-Fagetum)                                                                                         | Waldmeister-Buchenwald                       |
| 9150    |   | Mitteleuropäischer Orchideen-Kalk-Buchenwald (Cephalanthero-Fagion)                                                               | Orchideen-Buchenwälder                       |
| 9170    |   | Labkraut-Eichen-Hainbuchenwald Galio-Carpinetum                                                                                   | Labkraut-Eichen-Hainbuchenwald               |
| 9180    |   | Schlucht- und Hangmischwälder Tilio-Acerion                                                                                       | Schlucht- und Hangmischwälder                |
| 91E0    | * | Auen-Wälder mit Alnus glutinosa und Fraxinus excelsior (Alno-Padion, Alnion incanae, Salicion albae)                              | Auenwälder mit Erle, Esche, Weide            |
| 9410    |   | Montane bis alpine bodensaure Fichtenwälder (Vaccinio-Piceetea)                                                                   | Bodensaure Nadelwälder                       |

### Arteninventar
Folgende Arten von gemeinschaftlichem Interesse kommen im Gebiet vor:
| Bild                | EU Code | * | Art                 | wissenschaftlicher Name     | Artengruppe           |
| ------------------- | ------- | - | ------------------- | --------------------------- | --------------------- |
| Spanische Flagge    | 1078    | * | Spanische Flagge    | Callimorpha quadripunctaria | Schmetterlinge        |
| Hirschkäfer         | 1083    | * | Hirschkäfer         | Lucanus cervus              | Käfer                 |
| Steinkrebs          | 1093    | * | Steinkrebs          | Austropotamobius torrentium | Krebse                |
| Bachneunauge        | 1096    |   | Bachneunauge        | Lampetra planeri            | Fische und Rundmäuler |
| Groppe              | 1163    |   | Groppe              | Cottus gobio                | Fische und Rundmäuler |
| Kammmolch           | 1166    |   | Kammmolch           | Triturus cristatus          | Amphibien             |
| Gelbbauchunke       | 1193    |   | Gelbbauchunke       | Bombina variegata           | Amphibien             |
| Wimperfledermaus    | 1321    |   | Wimperfledermaus    | Myotis emarginatus          | Säugetiere            |
| Bechsteinfledermaus | 1323    |   | Bechsteinfledermaus | Myotis bechsteinii          | Säugetiere            |
| Großes Mausohr      | 1324    |   | Großes Mausohr      | Myotis myotis               | Säugetiere            |
| Grünes Besenmoos    | 1381    |   | Grünes Besenmoos    | Dicranum viride             | Moose                 |
|                     | 1387    |   | Rogers Goldhaarmoos | Orthotrichum rogeri         | Moose                 |

### Zusammenhängende Schutzgebiete
Folgende Naturschutzgebiete liegen ganz oder Teilweise innerhalb des FFH-Gebiets:
- Jennetal
- Berghauser Matten
- Ölberg Ehrenstetten
- Vogelsang